# Michael Fellman
Michael Dinion Fellman (* 1943 in Madison, Wisconsin; † 11. Juni 2012) war ein US-amerikanisch-kanadischer Historiker und beschäftigte sich vor allem mit der Geschichte der Vereinigten Staaten des 19. Jahrhunderts. Sein besonderes Augenmerk lag hierbei auf dem Sezessionskrieg.

## Leben
Fellman wurde 1943 in Madison, Wisconsin geboren, wo sein Vater, David Fellman, Verfassungsrecht an der University of Wisconsin lehrte. 1947 zog die Familie permanent nach Madison. Fellman wuchs hier gemeinsam mit einer Schwester auf. Später er besuchte das Oberlin College und studierte an der University of Michigan, wo er 1965 einen Bachelor of Arts erhielt. Als Student kam er, selbst in einem liberalen Elternhaus aufgewachsen und Gegner des Vietnamkriegs, mit der Bürgerrechtsbewegung in Kontakt. 1969 promovierte er an der Northwestern University in Chicago mit der Dissertation The Unbounded Frame: Freedom and Community in Nineteenth-Century American Utopianism.
1969 nahm er seine Lehrtätigkeit an der Simon Fraser University in Burnaby, British Columbia auf. Bis auf einen Aufenthalt in Israel, wo er im Zuge des Fulbright-Programms von 1980 bis 1981 Fulbright Professor an der Universität Haifa war, sowie Sabbaticals am Davis Center der Princeton University, dem Stanford Humanities Center der Stanford University (1993 als Visiting Professor), und der Huntington Library, verbrachte er seine gesamte akademische Karriere an der Simon Fraser University. Von 1969 bis 1974 als Assistant Professor, von 1974 bis 1983 als Associate Professor und ab 1983 als Professor. 2008 erfolgte seine Emeritierung.
Fellman war verheiratet und hatte zwei Söhne. Im Laufe seiner Lehrtätigkeit an der Simon Fraser University nahm er die kanadische Staatsbürgerschaft an.

## Veröffentlichungen (Auswahl)
- The Unbounded Frame: Freedom and Community in Nineteenth-Century American Utopianism (1973, Westport, Conn.: Greenwood Press)
- mit Anita Clair Fellman: Making Sense of Self: Medical Advice Literature in Late Nineteenth-Century America (1981, Philadelphia: University of Pennsylvania Press)
- Inside War: The Guerrilla Conflict in Missouri During the American Civil War (1989, New York: Oxford University Press)
- Citizen Sherman: A Life of William T. Sherman (1995, New York: Random House)
- The Making of Robert E. Lee (New York: Random House, 2000)
- mit Daniel E. Sutherland, Lesley Gordon: This Terrible War: The Civil War and Its Aftermath (2002, New York: Longman)
- In the Name of God and Country: Reconsidering Terrorism in American History (2009, Yale University Press)
- Views from the Dark Side of American History (2011, Louisiana: Louisiana State University Press)